# Communauté de communes du Pays d’Anglure
Die Communauté de communes du Pays d’Anglure war ein französischer Gemeindeverband mit der Rechtsform einer Communauté de communes im Département Marne in der Region Grand Est. Sie wurde am 31. Dezember 2001 gegründet und umfasste 20 Gemeinden. Der Verwaltungssitz befand sich im Ort Anglure.

## Historische Entwicklung
Am 1. Januar 2017 wurde der Gemeindeverband mit den Communautés de communes Coteaux Sézannais und Portes de Champagne zur neuen Communauté de communes de Sézanne-Sud Ouest Marnais zusammengeschlossen.

## Ehemalige Mitgliedsgemeinden
1. Allemanche-Launay-et-Soyer
2. Anglure
3. Bagneux
4. Baudement
5. La Celle-sous-Chantemerle
6. La Chapelle-Lasson
7. Clesles
8. Conflans-sur-Seine
9. Courcemain
10. Esclavolles-Lurey
11. Granges-sur-Aube
12. Marcilly-sur-Seine
13. Marsangis
14. Potangis
15. Saint-Just-Sauvage
16. Saint-Quentin-le-Verger
17. Saint-Saturnin
18. Saron-sur-Aube
19. Villiers-aux-Corneilles
20. Vouarces